# 索菲·瑪麗 (黑森-達姆施塔特)
索菲·瑪麗（德語：Sophie Marie von Hessen-Darmstadt，1661年5月7日—1712年8月22日），薩克森-艾森貝格公爵夫人，黑森-達姆施塔特伯爵路德維希六世的女兒。

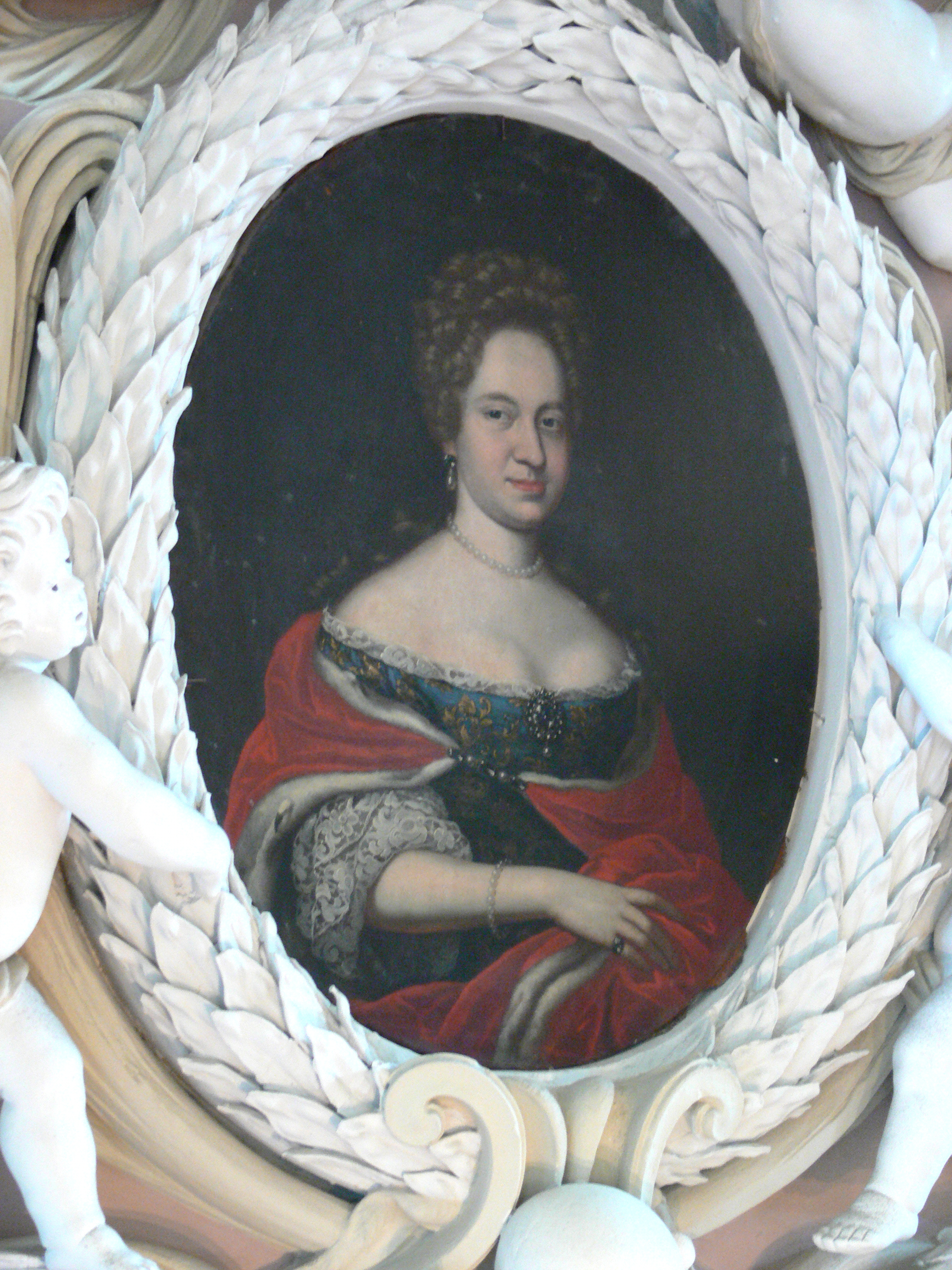
索菲·瑪麗

1681年，索菲·瑪麗與薩克森-艾森貝格的克里斯蒂安結婚，兩人沒有子女。